# Clasificación mundial de la FIFA
La clasificación mundial de la FIFA (oficialmente clasificación mundial FIFA/Coca-Cola, conocido como ranking FIFA) es un sistema de clasificación de las selecciones absolutas (doscientas once masculinas y ciento ochenta y tres femeninas) de las asociaciones de fútbol afiliadas a la FIFA, utilizado desde agosto de 1993.
La actualización de abril de 2023 devolvió al primer puesto a la selección masculina de Argentina, meses después de haber ganado su tercera Copa Mundial, el 18 de diciembre de 2022.
En el ámbito femenino, la actualización de agosto de 2025 devolvió a la selección de España al primer lugar de la clasificación, esto después de disputada la Eurocopa Femenina, desplazando a la selección de Estados Unidos que había estado en el primer puesto tras lograr la medalla de oro en París 2024.

## Criterio de puntuación
Esta clasificación se basa en los resultados de los partidos oficiales entre las distintas selecciones a través de la entrega de puntos. El actual sistema considera los resultados de los últimos cuatro años, ponderando con mayor valor los resultados más recientes para reflejar de mejor forma la competitividad actual de los equipos y otras variables, como las características del rival, el lugar de realización del partido y el torneo en que fue disputado (por ejemplo, asignándole mayor valor a las fases finales de la Copa Mundial de Fútbol que a partidos amistosos).
Si bien esta clasificación es objetiva al utilizar fórmulas matemáticas, ha sido objeto de un intenso debate, debido a que no refleja realmente el poder de ciertos equipos y no considera la trayectoria y la historia de las diferentes selecciones. La versión actual del sistema de clasificación fue usada por primera vez el 16 de agosto de 2018, adaptado del sistema de puntuación Elo usado en ajedrez y go. 

### Evolución

#### Cambios de 1999
La clasificación original entregaba, a cada equipo, 1 punto por empate y 3 por victoria, de igual forma a lo que se utiliza tradicionalmente en los sistemas de liga. Sin embargo, la FIFA reconoció posteriormente la existencia de diferentes factores que afectan los resultados de los partidos internacionales. Así, se diseñó un nuevo sistema para poder reconocer estos factores y tener una mejor forma de comparar diversos equipos de diferentes confederaciones. Los principales cambios fueron:
- Los puntos fueron escalados en un factor de 10.
- Se modificó el método de cálculo de los puntos al incluir los siguientes factores:
  - cantidad de goles a favor y en contra.
  - lugar del enfrentamiento (local o visitante).
  - importancia del partido según competición.
  - fuerza regional o de la confederación.
- Los puntos asignados por victoria o empate dejan de ser fijos.
- Las derrotas pueden entregar algunos puntos.

Junto a esto se crearon dos títulos:
- Equipo del año.
- Salto del año.

Aunque el sistema de clasificación se volvió más complejo, los cambios ayudaron a aumentar la precisión.

#### Cambios de 2006
A pesar de los cambios de 1999, el sistema fue ampliamente criticado por no ofrecer una clasificación correcta y justa de los equipos. Por eso, la FIFA introdujo un nuevo sistema que debutó el 12 de julio de 2006, días después del fin de la Copa Mundial de Fútbol de 2006.
Entre los cambios más importantes figuran el cambio del período de evaluación de 8 a 4 años y la simplificación del método de cálculo. Se eliminaron las consideraciones de goles y localía. También se modificó la importancia atribuida a los tipos de encuentros.

#### Método actual
El 10 de junio del 2018, el nuevo método de cálculo fue aprobado por el consejo de la FIFA. Este está basado en el sistema de puntuación Elo y después de cada juego los puntos serán añadidos o sustraídos de cada equipo de acuerdo a la fórmula:
{\displaystyle P=P_{\text{antes}}+IMP*(RJ-eRJ)}
Donde:
- Pantes – el número de puntos del equipo antes del juego
- IMP – la importancia del partido:
  - 05 puntos – amistosos jugados fuera del periodo fijado en el calendario internacional
  - 10 – amistosos jugados dentro del periodo fijado en el calendario internacional
  - 15 – partidos de la liga de naciones (fase de grupos)
  - 25 – partidos de la liga de naciones (eliminación directa y finales)
  - 25 – clasificación para la fase final de las competencias de las confederaciones y para la de la Copa Mundial de la FIFA
  - 35 – partidos de la fase final de las competiciones de las confederaciones (antes de los cuartos de final)
  - 40 – partidos de la fase final de las competiciones de las confederaciones (cuartos de final y posterior), partidos de la Copa FIFA Confederaciones
  - 50 – partidos de la fase final de la Copa Mundial de la FIFA (antes de los cuartos de final)
  - 60 – partidos de la fase final de la Copa Mundial de la FIFA (cuartos de final y posterior)
- RJ– el resultado del juego:
  - 0 puntos– derrota tras tiempo regular o extra
  - 0.5 – empate o derrota en tiros desde el punto penal
  - 0.75 – victoria en tiros desde el punto penal
  - 1 – victoria tras tiempo regular o extra

- eRJ – el resultado esperado del partido:

{\displaystyle eRJ={\frac {1}{10^{-{\frac {dif}{600}}}+1}}}
donde dif es la diferencia entre los dos equipos antes del juego..

## Rama masculina

### Historia
En agosto de 1993 la FIFA, en conjunto a su auspiciador, Coca-Cola, introdujeron un sistema de clasificación para las selecciones nacionales adultas masculinas con el fin de obtener una comparación básica de las fuerzas relativas de los equipos. A través de este sistema, la FIFA ha realizado diversos cálculos (por ejemplo, para la asignación de los cabezas de serie en el sorteo de la Copa Mundial de Fútbol de 2006). A lo largo de los años se han implementado diversos cambios para poder precisar el sistema de clasificación, principalmente en 1999 y 2006.
Cuando el sistema fue introducido en agosto de 1993, Alemania debutó como el equipo líder debido a su largo éxito tras llegar a tres finales consecutivas de la Copa Mundial, ganando una de ellas. Brasil tomó el liderazgo durante su campaña hacia la Copa Mundial de 1994 después de ganar ocho de sus nueve partidos clasificatorios. Italia también lideró un tiempo tras su igualmente exitosa clasificación a la Copa Mundial, sin embargo Alemania recuperó rápidamente el primer lugar de la tabla.
El éxito de Brasil en su extensa campaña clasificatoria le llevó nuevamente a la cabeza del ranking por un corto periodo de tiempo. Alemania entonces lideró durante toda la Copa Mundial de 1994, hasta que la victoria de Brasil en la competición le otorgó un largo liderato que mantuvo por cerca de siete años, hasta que fueron sobrepasados por una fuerte selección de Francia, que se había coronado como campeona de la Copa Mundial de 1998 y la Eurocopa 2000.
El éxito de Brasil en la Copa Mundial de 2002 lo regresó a la primera posición de la clasificación, en donde se mantuvo hasta febrero de 2007, cuando Italia retomó el liderato por primera vez desde 1993 después de ganar la Copa Mundial de 2006 en Alemania. Tan solo un mes más tarde, Argentina los sobrepasó, alcanzando por primera vez el liderazgo, sin embargo Italia retomó su lugar en abril. Después de ganar la Copa América 2007 en julio, Brasil regresó a la cabeza de la clasificación, pero fue rápidamente superada por Italia en septiembre y esta por Argentina en octubre.
En julio de 2008, España alcanzó el liderato tras lograr el título en la Eurocopa 2008. Brasil, subió por sexta vez al primer puesto de la clasificación en julio de 2009 tras ganar la Copa FIFA Confederaciones 2009, y España llegó nuevamente a la cabeza en noviembre de 2009 tras ganar todos sus partidos para clasificar a la Copa Mundial de 2010.
En abril de 2010, Brasil regresó a primer lugar de la tabla. Después de ganar la Copa Mundial de 2010, España logró tomar el liderato y lo conservó hasta agosto de 2011, cuando la selección de Países Bajos conseguiría por primera vez liderar el ranking, solo para caer al segundo puesto el siguiente mes.
En julio de 2014 y tras obtener el título de la Copa Mundial de 2014, Alemania retornó al primer lugar después de dos décadas y conservó el liderato durante un año. En julio de 2015, tras algunos tropiezos del seleccionado alemán, Argentina volvió a encabezar el ranking después del subcampeonato de la Copa Mundial de 2014 y de la final disputada en la Copa América 2015; este liderazgo duró hasta octubre de 2015.
La mayor sorpresa ocurrió en noviembre de 2015, ya que las derrotas de Argentina y Alemania en partidos clasificatorios por puntos, beneficiaron a Bélgica  que sorprendió liderando el ranking luego de una excelente clasificatoria para la Copa Mundial de 2014, su destacada participación hasta los cuartos de final de la Copa Mundial de 2014 y de su excelente clasificatoria para la Eurocopa 2016. Esta fue la primera vez que una selección llegó a encabezar el ranking sin obtener un título oficial a nivel mundial o continental.
En septiembre de 2018, las selecciones de Bélgica y Francia se convirtieron en las primeras selecciones en compartir el primer puesto, debido a sus destacados resultados en la Liga de Naciones de la UEFA y en amistosos. Ambas selecciones empataron con 1729 puntos, algo que no había ocurrido antes ni ocurrió después .

### Resumen de la clasificación masculina actual
- Fuente: Clasificación Mundial FIFA Coca Cola masculina

Última actualización: 10 de julio de 2025.

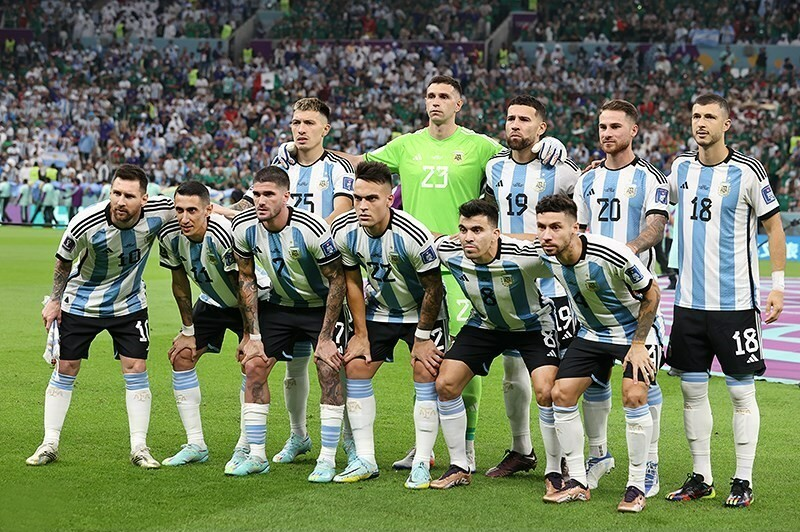
Argentina volvió a la cima del ranking después de seis años, luego de la conquista mundial.

Próxima actualización: 17 de septiembre de 2025.
| Pos. | V             | Selección      | Confederación | Puntos  |
| ---- | ------------- | -------------- | ------------- | ------- |
| 1    | Sin cambios   | Argentina      | Conmebol      | 1885.36 |
| 2    | Sin cambios   | España         | UEFA          | 1867.09 |
| 3    | Sin cambios   | Francia        | UEFA          | 1862.03 |
| 4    | Sin cambios   | Inglaterra     | UEFA          | 1813.32 |
| 5    | Sin cambios   | Brasil         | Conmebol      | 1777.69 |
| 6    | Crecimiento   | Portugal       | UEFA          | 1770.53 |
| 7    | Decrecimiento | Países Bajos   | UEFA          | 1758.18 |
| 8    | Sin cambios   | Bélgica        | UEFA          | 1736.38 |
| 9    | Crecimiento   | Alemania       | UEFA          | 1716.98 |
| 10   | Crecimiento   | Croacia        | UEFA          | 1707.51 |
| 11   | Decrecimiento | Italia         | UEFA          | 1702.58 |
| 12   | Sin cambios   | Marruecos      | CAF           | 1698.72 |
| 13   | Crecimiento   | México         | Concacaf      | 1689.73 |
| 14   | Sin cambios   | Colombia       | Conmebol      | 1679.46 |
| 15   | Crecimiento   | Estados Unidos | Concacaf      | 1671.04 |
| 16   | Decrecimiento | Uruguay        | Conmebol      | 1670.76 |
| 17   | Decrecimiento | Japón          | AFC           | 1641.23 |
| 18   | Crecimiento   | Senegal        | CAF           | 1635.1  |
| 19   | Crecimiento   | Suiza          | UEFA          | 1635.08 |
| 20   | Decrecimiento | Irán           | AFC           | 1624.3  |

### Estadísticas

#### Premio al Mejor equipo del año
El listado muestra a los equipos que terminaron el año en los tres primeros puestos del ranking. No obstante, la FIFA sólo premia a la selección nacional que concluye en el primer puesto.
| Año  | Primer puesto | Segundo puesto  | Tercer puesto   |
| ---- | ------------- | --------------- | --------------- |
| 2024 | Argentina     | Francia         | España          |
| 2023 | Argentina     | Francia         | Inglaterra      |
| 2022 | Brasil        | Argentina       | Francia         |
| 2021 | Bélgica       | Brasil          | Francia         |
| 2020 | Bélgica       | Francia         | Brasil          |
| 2019 | Bélgica       | Francia         | Brasil          |
| 2018 | Bélgica       | Francia         | Brasil          |
| 2017 | Alemania      | Brasil          | Portugal        |
| 2016 | Argentina     | Brasil          | Alemania        |
| 2015 | Bélgica       | Argentina       | España          |
| 2014 | Alemania      | Argentina       | Colombia        |
| 2013 | España        | Alemania        | Argentina       |
| 2012 | España        | Alemania        | Argentina       |
| 2011 | España        | Países Bajos    | Alemania        |
| 2010 | España        | Países Bajos    | Alemania        |
| 2009 | España        | Brasil          | Países Bajos    |
| 2008 | España        | Alemania        | Países Bajos    |
| 2007 | Argentina     | Brasil          | Italia          |
| 2006 | Brasil        | Italia          | Argentina       |
| 2005 | Brasil        | República Checa | Países Bajos    |
| 2004 | Brasil        | Francia         | Argentina       |
| 2003 | Brasil        | Francia         | España          |
| 2002 | Brasil        | Francia         | España          |
| 2001 | Francia       | Argentina       | Brasil          |
| 2000 | Brasil        | Francia         | Argentina       |
| 1999 | Brasil        | República Checa | Francia         |
| 1998 | Brasil        | Francia         | Alemania        |
| 1997 | Brasil        | Alemania        | República Checa |
| 1996 | Brasil        | Alemania        | Francia         |
| 1995 | Brasil        | Alemania        | Italia          |
| 1994 | Brasil        | España          | Suecia          |
| 1993 | Alemania      | Italia          | Brasil          |

##### Resumen
| Selección       | Primer puesto | Primer puesto              | Segundo puesto | Segundo puesto                              | Tercer puesto | Tercer puesto               |
| --------------- | ------------- | -------------------------- | -------------- | ------------------------------------------- | ------------- | --------------------------- |
| Brasil          | (13)          | 1994-2000, 2002-2006, 2022 | (5)            | 2007, 2009, 2016-2017, 2021                 | (5)           | 1993, 2001, 2018-2020       |
| España          | (6)           | 2008-2013                  | (1)            | 1994                                        | (4)           | 2002-2003, 2015, 2024       |
| Bélgica         | (5)           | 2015, 2018-2021            |                |                                             |               |                             |
| Argentina       | (4)           | 2007, 2016, 2023-2024      | (4)            | 2001, 2014-2015, 2022                       | (5)           | 2000, 2004, 2006, 2012-2013 |
| Alemania        | (3)           | 1993, 2014, 2017           | (6)            | 1995-1997, 2008, 2012-2013                  | (4)           | 1998, 2010-2011, 2016       |
| Francia         | (1)           | 2001                       | (10)           | 1998, 2000, 2002-2004, 2018-2020, 2023-2024 | (4)           | 1996, 1999, 2021-2022       |
| Países Bajos    |               |                            | (2)            | 2010-2011                                   | (3)           | 2005, 2008-2009             |
| Italia          |               |                            | (2)            | 1993, 2006                                  | (2)           | 1995, 2007                  |
| República Checa |               |                            | (2)            | 1999, 2005                                  | (1)           | 1997                        |
| Suecia          |               |                            |                |                                             | (1)           | 1994                        |
| Colombia        |               |                            |                |                                             | (1)           | 2014                        |
| Portugal        |               |                            |                |                                             | (1)           | 2017                        |
| Inglaterra      |               |                            |                |                                             | (1)           | 2023                        |

#### Evolución del liderato
| Selección        | Período                            |
| ---------------- | ---------------------------------- |
| Alemania         | agosto de 1993                     |
| Brasil           | septiembre y octubre de 1993       |
| Italia           | noviembre de 1993                  |
| Alemania         | diciembre de 1993 a marzo de 1994  |
| Brasil           | abril y mayo de 1994               |
| Alemania         | junio de 1994                      |
| Brasil           | julio de 1994 a abril de 2001      |
| Francia          | mayo de 2001 a mayo de 2002        |
| Brasil           | junio de 2002 a enero de 2007      |
| Italia           | febrero de 2007                    |
| Argentina        | marzo de 2007                      |
| Italia           | abril de 2007 a junio de 2007      |
| Brasil           | julio y agosto de 2007             |
| Italia           | septiembre de 2007                 |
| Argentina        | octubre de 2007 a junio de 2008    |
| España           | julio de 2008 a junio de 2009      |
| Brasil           | julio de 2009 a octubre de 2009    |
| España           | noviembre de 2009 a marzo de 2010  |
| Brasil           | abril de 2010 a junio de 2010      |
| España           | julio de 2010 a julio de 2011      |
| Países Bajos     | agosto de 2011                     |
| España           | septiembre de 2011 a junio de 2014 |
| Alemania         | julio de 2014 a junio de 2015      |
| Argentina        | julio de 2015 a octubre de 2015    |
| Bélgica          | noviembre de 2015 a marzo de 2016  |
| Argentina        | abril de 2016 a marzo de 2017      |
| Brasil           | abril de 2017 a junio de 2017      |
| Alemania         | julio de 2017                      |
| Brasil           | agosto de 2017                     |
| Alemania         | septiembre de 2017 a julio de 2018 |
| Francia          | agosto de 2018                     |
| Bélgica/ Francia | septiembre de 2018                 |
| Bélgica          | octubre de 2018 a febrero de 2022  |
| Brasil           | marzo de 2022 a marzo de 2023      |
| Argentina        | desde abril de 2023                |

## Rama femenina
La FIFA publica también un listado sobre los seleccionados de fútbol femenino, de la que participan 183 selecciones representativas de las asociaciones de fútbol del mundo. La clasificación comenzó en 1993, y en 2003 fue reestructurada. Aunque sigue un procedimiento similar, existen varias diferencias con la masculina:
- Se publica cuatro veces al año, en general en marzo, junio, agosto y diciembre, pero en algunas ocasiones estas fechas varían, producto de algunos torneos de importancia (como la Copa Mundial Femenina).
- Considera todos los partidos internacionales jugados por los equipos desde 1971 (año del primer partido oficial entre Francia y los Países Bajos); a diferencia de la masculina, que solo considera los últimos cuatro años.
- No da preferencia a resultados recientes, en cambio la masculina tiene una escala que los enfatiza.

Desde 2003 y hasta 2023 la clasificación fue dominada por Alemania y Estados Unidos, hasta que la hegemonía fue rota por Suecia, por un breve lapso, y luego por España. Presenta un gran contraste en comparación con la versión masculina, en cuanto a la representación de los países. La clasificatoria femenina incluye en buenas posiciones a selecciones como Corea del Norte o Nueva Zelanda, que en la masculina no llegan a la mitad de la tabla; además, al tiempo que Sudamérica tiene menos relevancia, Asia y Escandinavia tienen un buen desempeño.

### Resumen de la clasificación femenina actual
- Fuente: Clasificación Mundial FIFA Coca Cola femenina

Última actualización: 7 de agosto de 2025.
Próxima actualización: 10 de diciembre de 2025.
| Pos. | V           | Selección       | Confederación | Puntos  |
| ---- | ----------- | --------------- | ------------- | ------- |
| 1    | 1           | España          | UEFA          | 2066.79 |
| 2    | 1           | Estados Unidos  | Concacaf      | 2065.06 |
| 3    | 3           | Suecia          | UEFA          | 2025.26 |
| 4    | 1           | Inglaterra      | UEFA          | 2022.64 |
| 5    | 2           | Alemania        | UEFA          | 2011.56 |
| 6    | 4           | Francia         | UEFA          | 1988.68 |
| 7    | 3           | Brasil          | Conmebol      | 1976.30 |
| 8    | 1           | Japón           | AFC           | 1971.05 |
| 9    | 1           | Canadá          | Concacaf      | 1967.83 |
| 10   | 1           | Corea del Norte | AFC           | 1944.22 |
| 11   | Sin cambios | Países Bajos    | UEFA          | 1899.18 |
| 12   | 1           | Italia          | UEFA          | 1884.32 |
| 13   | 3           | Noruega         | UEFA          | 1861.98 |
| 14   | 2           | Dinamarca       | UEFA          | 1848.31 |
| 15   | Sin cambios | Australia       | AFC           | 1835.84 |
| 16   | 1           | China           | AFC           | 1807.34 |
| 17   | 3           | Islandia        | UEFA          | 1804.32 |
| 18   | Sin cambios | Colombia        | Conmebol      | 1796.71 |
| 19   | Sin cambios | Austria         | UEFA          | 1794.41 |
| 20   | Sin cambios | Bélgica         | UEFA          | 1788.87 |

### Estadísticas

#### Evolución del liderato
| Selección      | Período                            |
| -------------- | ---------------------------------- |
| Estados Unidos | julio de 2003 a septiembre de 2003 |
| Alemania       | octubre de 2003 a febrero de 2007  |
| Estados Unidos | marzo de 2007 a septiembre de 2007 |
| Alemania       | octubre de 2007 a febrero de 2008  |
| Estados Unidos | marzo de 2008 a noviembre de 2014  |
| Alemania       | diciembre de 2014 a junio de 2015  |
| Estados Unidos | julio de 2015 a febrero de 2017    |
| Alemania       | marzo de 2017 a mayo de 2017       |
| Estados Unidos | junio de 2017 a julio de 2023      |
| Suecia         | agosto de 2023 a noviembre de 2023 |
| España         | diciembre de 2023 a julio de 2024  |
| Estados Unidos | agosto de 2024 a agosto de 2025    |
| España         | desde agosto de 2025               |

## Críticas
Desde su introducción en 1993, la clasificación mundial de la FIFA ha sido objeto de debate intenso, particularmente los procedimientos para calcular el puesto de una selección y la disparidad entre la calidad aparente y la posición de algunas selecciones. Por ejemplo, Noruega alcanzó el segundo lugar en octubre de 1993 y en 1995 (julio y agosto), y los Estados Unidos llegaron al 4.º lugar en abril de 2006 para sorpresa de los propios jugadores.
Una muestra de la disparidad entre la calidad efectiva de las selecciones y el escalafón oficial fue previa a la Copa Mundial de Fútbol de 2006 en la medición de mayo de ese año. Equipos como la República Checa y los Estados Unidos (ubicados en los lugares 2.º y 5.º, respectivamente) no pasaron a segunda ronda, mientras que Alemania (en el lugar 19.º) llegó hasta las semifinales.
Otra muestra dispar ocurrió previo a la Copa Mundial de Fútbol de 2022, en la medición de octubre de ese año, en donde seleccionados como Bélgica, Dinamarca, Alemania y México (ubicados en 2°, 10°, 11° y 13°) fracasaron en superar la primera ronda, mientras que Marruecos (en el lugar 22.°) logró llegar hasta las semifinales y Australia (en el lugar 38.°) llegó hasta los octavos de final.
Uno de los argumentos de la crítica es que el sistema de escalafón solo se tiene en cuenta el desempeño de los equipos sobre un periodo de ocho años y que el desempeño de los equipos no tiene correlación con el escalafón, además de obtener mayor puntaje con base en partidos o amistosos con rivales de menor nivel. También se argumenta que en confederaciones de menor calidad en general (como la AFC), las selecciones se ven sobrevaloradas, mientras que los equipos de confederaciones más competitivas (como la UEFA y la Conmebol) son desplazados a lugares menores.
Los fallos en el ordenamiento han llevado a la elaboración de sistemas alternativos de clasificación como el sistema Elo y el sistema RSSSF.